# West Jersey and Seashore Railroad
Le West Jersey and Seashore Railroad (WJ&S) était chemin de fer américain de classe I en service dans le New Jersey. C'était une filiale du Pennsylvania Railroad qui fusionna avec l'Atlantic City Railroad, filiale de la Reading Company, pour former le Pennsylvania-Reading Seashore Lines en 1933.

## Les nombreux prédécesseurs

### Le Camden and Atlantic Railroad
Il fut créé dans le New Jersey le 19 mars 1852, pour relier Camden à Atlantic City via Berlin, NJ. La ligne fut achevée à la fin juin 1854, exception faite pour le pont à bascule sur le Thorofare juste avant Atlantic City. Un service régulier de train de voyageurs débuta le 4 juillet.
Le Pennsylvania Railroad, via sa filiale West Jersey Railroad, prit son contrôle le 1er janvier 1883. 

### Le West Jersey Railroad
Il fut créé dans le New Jersey le 5 février 1853, pour construire une ligne entre Camden et Cape May. La ligne fut construite grâce au soutien financier du Camden and Amboy Rail Road entre Camden et Glassboro, NJ. Les 13 premiers kilomètres de ligne étaient ceux qu'avait construits et abandonnés le Camden & Woodbury Railroad. La ligne fut terminée en 1863. Cette même année, les dirigeants décidèrent de construire une ligne vers Bridgeton, avant d'en réaliser une autre qui relierait Glassboro, Millville, et Cape May.

### Le Millville and Glassboro Railroad
Il fut créé en mars 1859, indépendamment du West Jersey Railroad, par un groupe d'hommes d'affaires de Millville, afin de relier Glassboro à Millville. La ligne fut achevée en octobre 1860. Une extension vers Cape May fut engagée, mais elle stoppa rapidement faute d'argent. La ligne fut louée par le West Jersey Railroad en 1869.

### Le Cape May and Millville Railroad
Il fut créé le 9 mars 1863 par un groupe d'investisseurs du comté de Cape May. Millville fut reliée en 1867. La compagnie fut rapidement louée par le West Jersey Railroad en 1869.

### Le Salem Railroad
Il fut créé le 14 mars 1856, pour relier Pittstown (Elmer, New Jersey) à Salem. La ligne fut achevée en 1863, puis louée au West Jersey Railroad le 1er janvier 1868.

### Le Swedesboro Railroad
Il fut créé par le West Jersey Railroad pour relier Woodbury à Swedesboro. Les travaux débutèrent en 1867. La ligne, longue de 17,4 km, fut achevée en octobre 1869. 

### Le Woodstown and Swedesboro Railroad
Il fut créé le 21 janvier 1882 par le West Jersey Railroad pour répondre aux intérêts agricoles de Woodstown. Il connectait le Swedesboro Railroad au Salem Railroad, au niveau de Riddleton Junction. La ligne fut achevée en février 1883. Le West Jersey Railroad disposait ainsi de deux routes différentes pour Salem. 

### Le Maurice River Railroad
Il fut créé le 17 juin 1887 par le West Jersey Railroad pour relier Maunmuakin, NJ à la ville de Maurice River. La ligne, longue de 15,7 km, fut achevée le 1er novembre 1887; elle permit l'accès au lucratif marché ostréicole de la baie du Delaware. 

### Le West Jersey and Atlantic Railroad
Il fut créé le 6 novembre 1879 par le West Jersey Railroad, en réponse à la demande du Pennsylvania Railroad qui souhaitait relier Newfield à Atlantic City via Mays Landing. La ligne fut terminée le 16 juin 1880, et louée au West Jersey Railroad.
La ligne entre Newfield et Mays Landing fut abandonnée le 31 décembre 1958, et celle entre Mays Landing et McKee City, le 18 août 1966. En 2003 la portion entre Egg Harbor et Mays Landing fut convertie en piste cyclable sous le nom d'Atlantic County Bikeway. 

### Le Philadelphia Marlton and Medford Railroad
Il fut créé en janvier 1880. Sa ligne reliant Haddonfield à Medford fut achevée en juillet 1881. En janvier 1885, il fut exploité par le Camden and Atlantic. Plus tard il fut exploité par le West Jersey & Seashore Railroad sous le nom de Medford Branch, jusqu'à son abandon le 2 novembre 1931.

### Le Delaware River Railroad
Le Delaware Shore Railroad fut créé le 20 février 1873 pour relier Woodbury à Penns Grove. La ligne ouvrit en juillet 1876. Mais la compagnie fit banqueroute en janvier 1879, et fut réorganisée sous le nom de Delaware River Railroad. Il fut ensuite racheté par le West Jersey & Seashore Railroad le 30 avril 1900.

## Le West Jersey and Seashore Railroad
Le 4 mai 1896, le Pennsylvania Railroad fusionna toutes ses lignes situées dans le sud du New Jersey pour former le West Jersey & Seashore Railroad. Ses lignes partaient de la gare de Federal Street Terminal à Camden.
La « Main Line », reliant Camden à Atlantic City, passait par Winslow Junction. De cet endroit partait une autre route qui reliait Ocean City, Wildwood et Cape May, grâce à des droits de passage sur cette partie du réseau de l'Atlantic City Railroad (ACRR). 
La "Millville Line" reliait aussi Atlantic City mais via Woodbury et Millville. Cette ligne alimentée en 650 V continu, soit par un troisième rail soit par une caténaire, était un exemple d'innovation. Mais l'électrification entre Newfield et Atlantic City fut stoppée le 26 septembre 1931. La seule portion électrifiée dont hérita le P-RSL, était celle située entre Millville et Camden destinée aux trains de banlieue du WJ&S. 
Un embranchement reliait Woodbury à Salem et Deep Water Point, et un autre Glassboro à Bridgeton. 
La  Cape May Line reliait Millville à Cape May. 

## Le Pennsylvania-Reading Seashore Lines
Le 2 novembre 1932, le Pennsylvania Railroad et la Reading Company réunirent leurs lignes de chemins de fer dans le sud du New Jersey pour constituer le Pennsylvania-Reading Seashore Lines. Le PRR avait 2/3 des parts et le Reading le 1/3 restant.
Le 15 juillet 1933, l'Atlantic City Railroad, filiale du Reading, loua le West Jersey & Seashore Railroad et adopta le nom de Pennsylvania-Reading Seashore Lines. Cependant, la compagnie West Jersey & Seashore Railroad ne fut dissoute qu'en 1976.